# Comitê Paralímpico Nacional
Um Comitê Paralímpico Nacional (CPN) é um constituinte nacional do movimento paralímpico mundial. Sujeitos aos controles do Comitê Paralímpico Internacional (CPI), os CPNs são responsáveis por organizar a participação de seu povo nos Jogos Paraolímpicos.
Os Jogos Paraolímpicos são um grande evento multiesportivo internacional onde competem atletas com deficiência física; isso inclui atletas com deficiências de mobilidade, amputações, cegueira e paralisia cerebral. Existem os Jogos Paralímpicos de Inverno e de Verão, que são realizados imediatamente após seus respectivos Jogos Olímpicos, na mesma cidade-sede.
Em 2022, existem 182 CPNs que são membros plenos do CPI e um CPN que é membro provisório. Somente CPNs em situação regular podem inscrever atletas nos Jogos Paraolímpicos. Dentro dos países, alguns NPCs atuam como órgão regulador nacional de um ou mais esportes, enquanto outros atuam apenas como membros do CPI com responsabilidade pelos Jogos Paraolímpicos.